# Collundtspark
Collundtspark (auch kürzer: Collundspark; seltener: Collundtsgarten) ist ein Park in der Stadt Flensburg, im Stadtbezirk Duburg, der in einem Hangbereich, oberhalb der Flensburger Innenstadt, in einem Bereich des Straßendreieckes Schloßstraße, Duburger Straße und Norderstraße liegt.

## Hintergrund
Der Collundtspark wurde vermutlich ursprünglich in der Zeit des Barock angelegt. Er soll eine Fläche von ungefähr 15 Hektar eingenommen haben. Südlich des Collundtsparks und der angrenzenden Schloßstraße lag in der Zeit des Barocks vermutlich noch der Schloßpark, der Niedergang befundenen Duburg. Direkt unterhalb des Collundtsparks lag im Mittelalter die St.-Gertrud-Kapelle (vgl. St. Gertrud) mit dem zugehörigen Friedhof, welcher noch bis zum Anfang des 19. Jahrhunderts existierte. In den 1840er Jahren wurde der Collundtspark als Sommergartenwirtschaft genutzt. 1881/82 wurde am südlichen Zugang des Parks die Voigtschule errichtet. 1888 wurde das Gartenlokal im Park, die Collundtsche Gartenlaube, geschlossen.
Beim Collundtspark soll sich in der Zeit des Ersten Weltkrieges eine Brotfabrik namens „Viktoria“ befunden haben, welche 1917 von hungernden Menschen geplündert wurde. Bis 1920 befand sich der Collundtspark im Besitz der Schiffer- und Reederfamilie Lorenzen Collundts. Im Jahr 1983 brannte die Collundtsche Gartenlaube ab. 1985 wurde das heruntergekommene Parkgelände Teil eines Sanierungsgebietes. 1991/92 wurde der heruntergekommene Park unter dem Aspekt der ökologischen Stadtsanierung neu gestaltet. Ziel der Parksanierung war es insbesondere, die Aufenthaltsqualität des Parks für umliegende Anwohner zu steigern. Fundamente und Kellergeschossreste, die ungefähr hundert Jahre alt sein sollen, wurden offensichtlich zu einer modernen Kunstruine umgestaltet, welche Assoziationen zu Burgruinen wecken sollen.
Vom ursprünglich größeren Park blieb bis heute die Kernfläche mit einer Fläche von 0,8 Hektar erhalten, welche am Rande des Gertrudenviertel liegt. Der erhaltene Park ist damit erheblich kleiner als der größte Park der Stadt, der Volkspark und dennoch größer als der kleinste Park der Stadt, der Fleno-Park. Das Wegenetz des Parks reicht heute von der Schloßstraße bis zur Duburger Straße. (Die Wegergänzung zur Duburger Straße erfolgte 2007/2008.) Das Parkgelände beherbergt verschiedene Bäume und Sträucher. Seltene oder exotische Pflanzen aus früherer Zeit sind nicht erhalten geblieben. Heutzutage befindet sich der Collundtspark jedoch offensichtlich wieder in einem schlechten Zustand. Herumliegender Müll gefährdet die Bäume und die Naturflächen der Parkanlage.

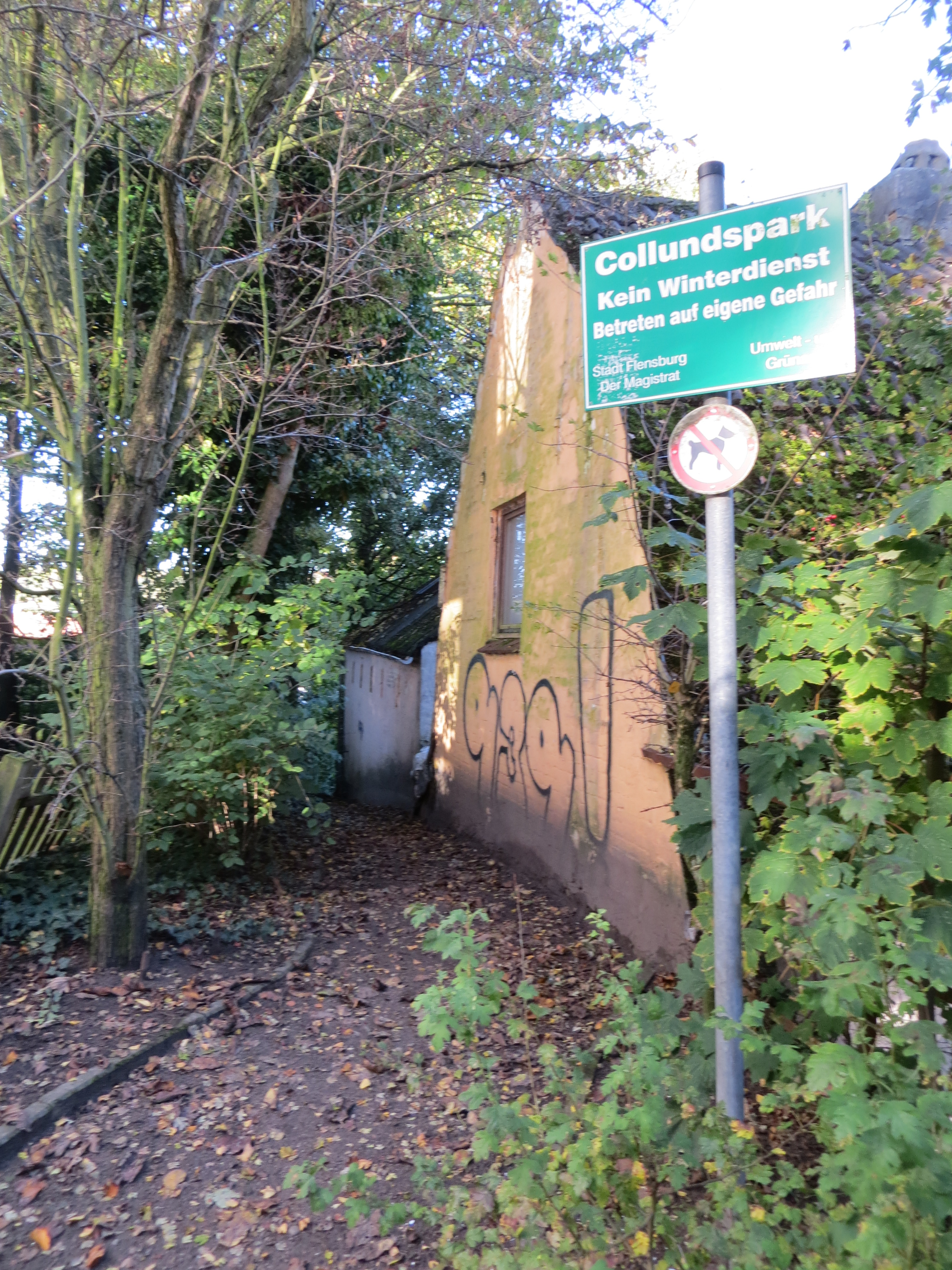
Zugang zum Collundspark von der Schloßstraße aus (2013)
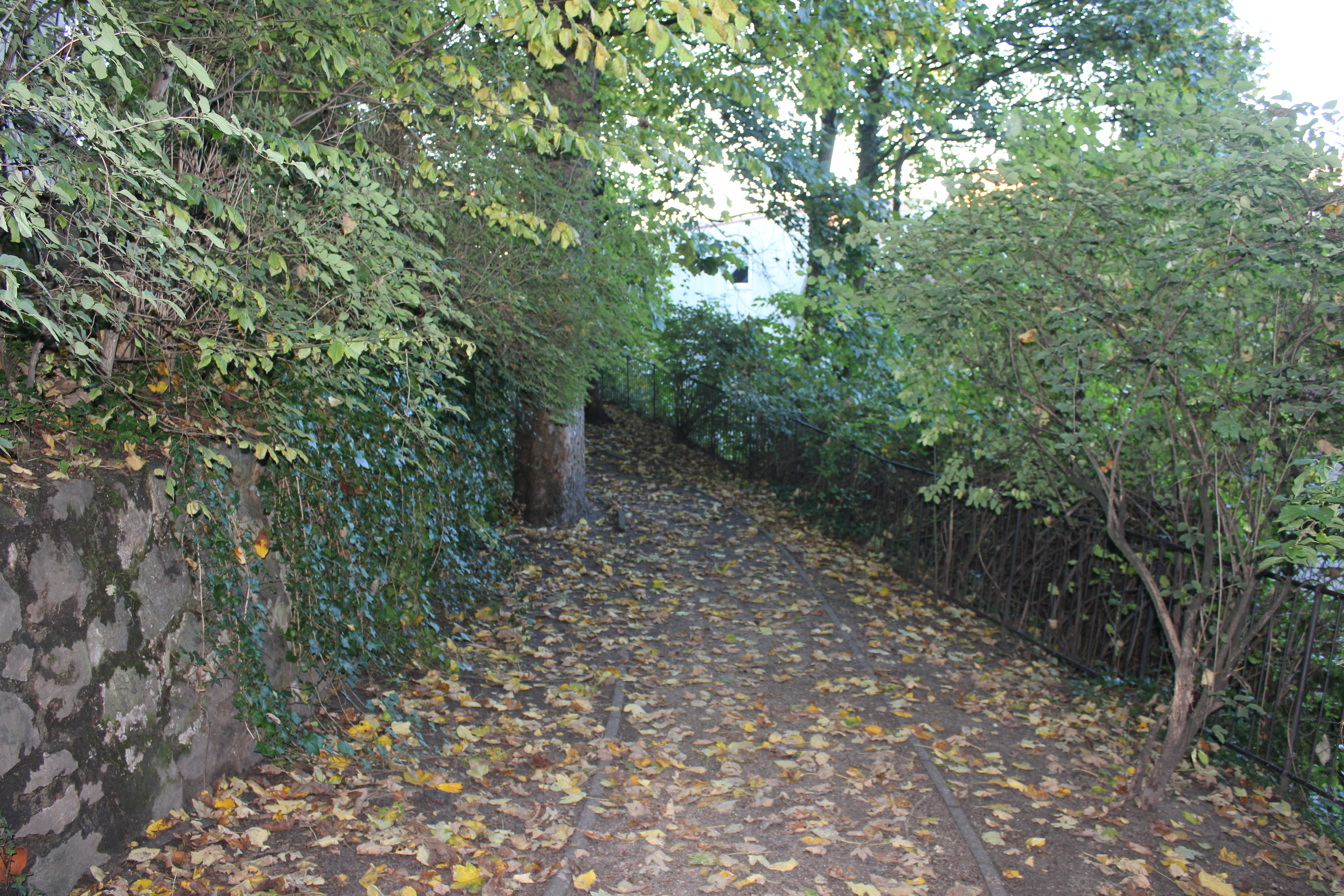
Geheweg des Collundtspark (2013)
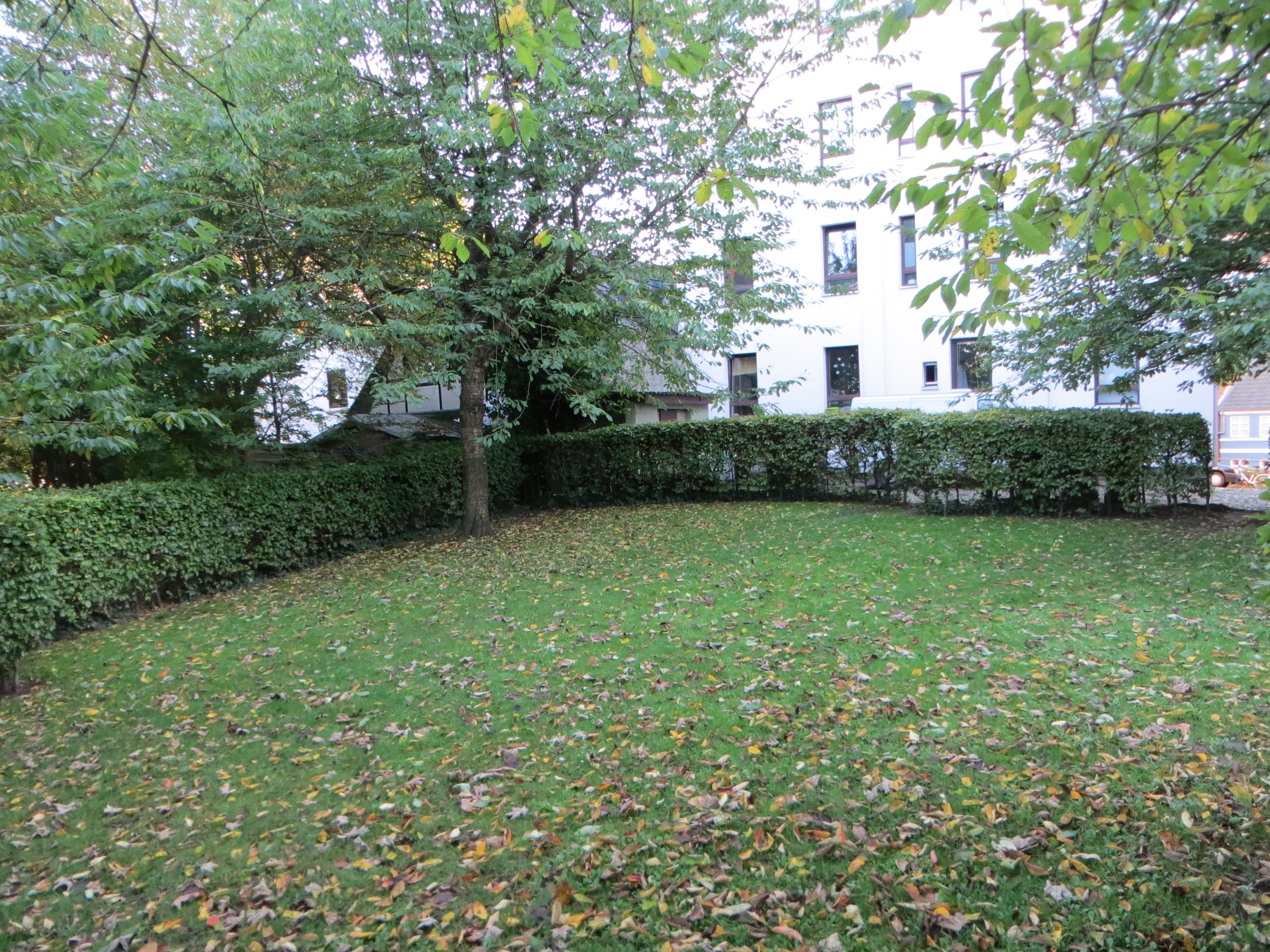
Gründfläche des Collundtspark (2013)
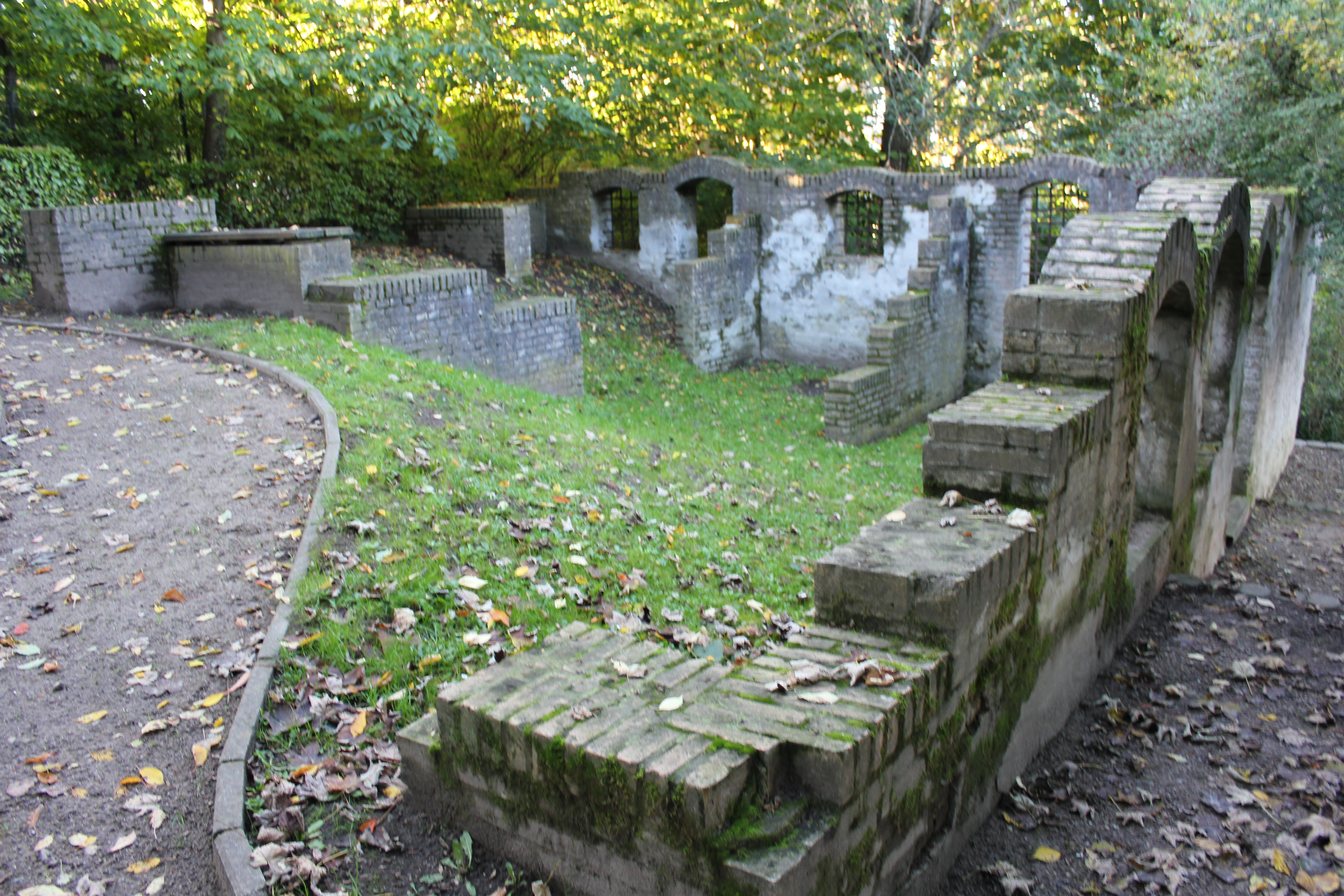
Ruinenbau im Collundspark (2013)
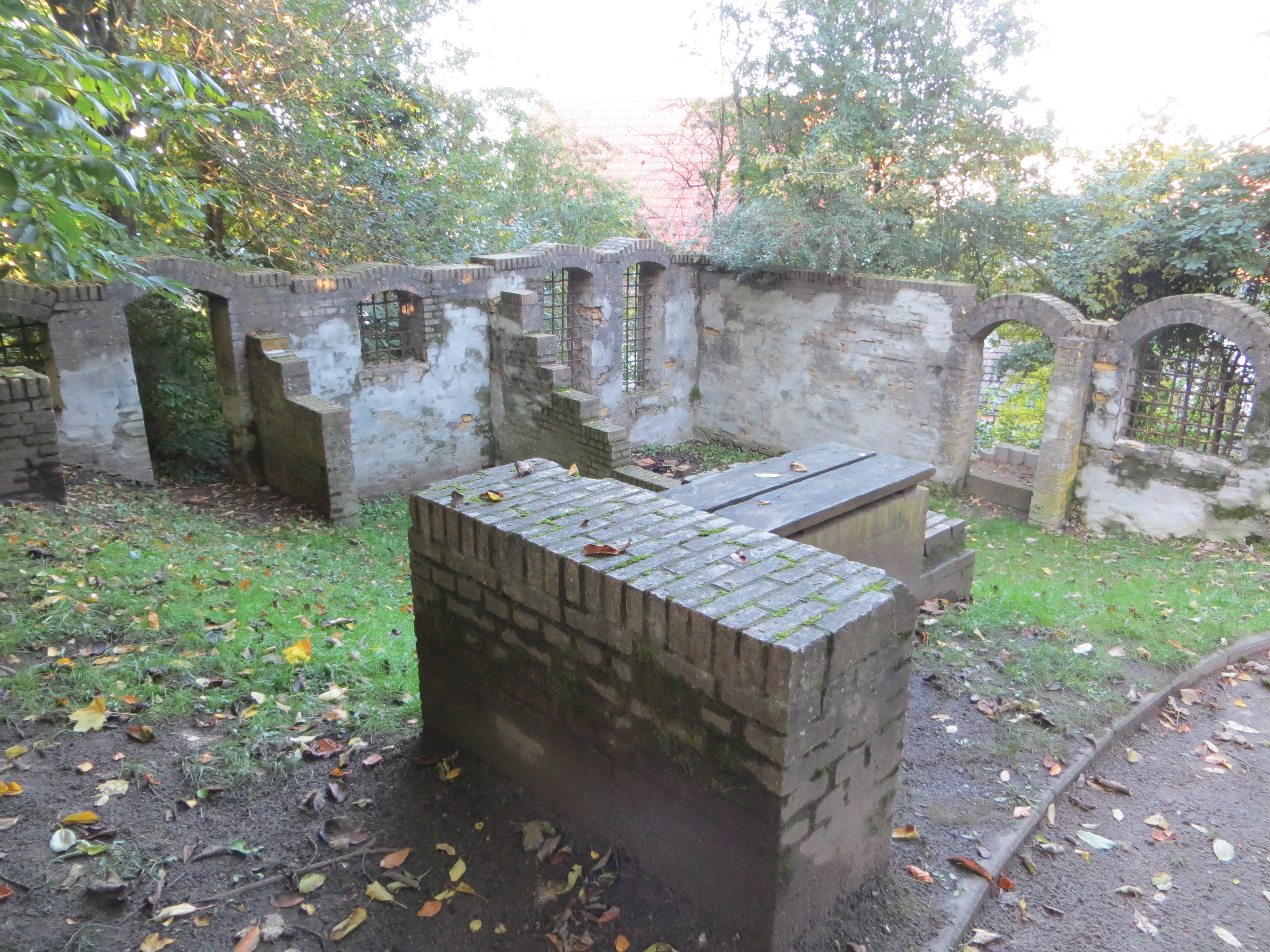
Ruinenbau aus einer weiteren Perspektive (2013)
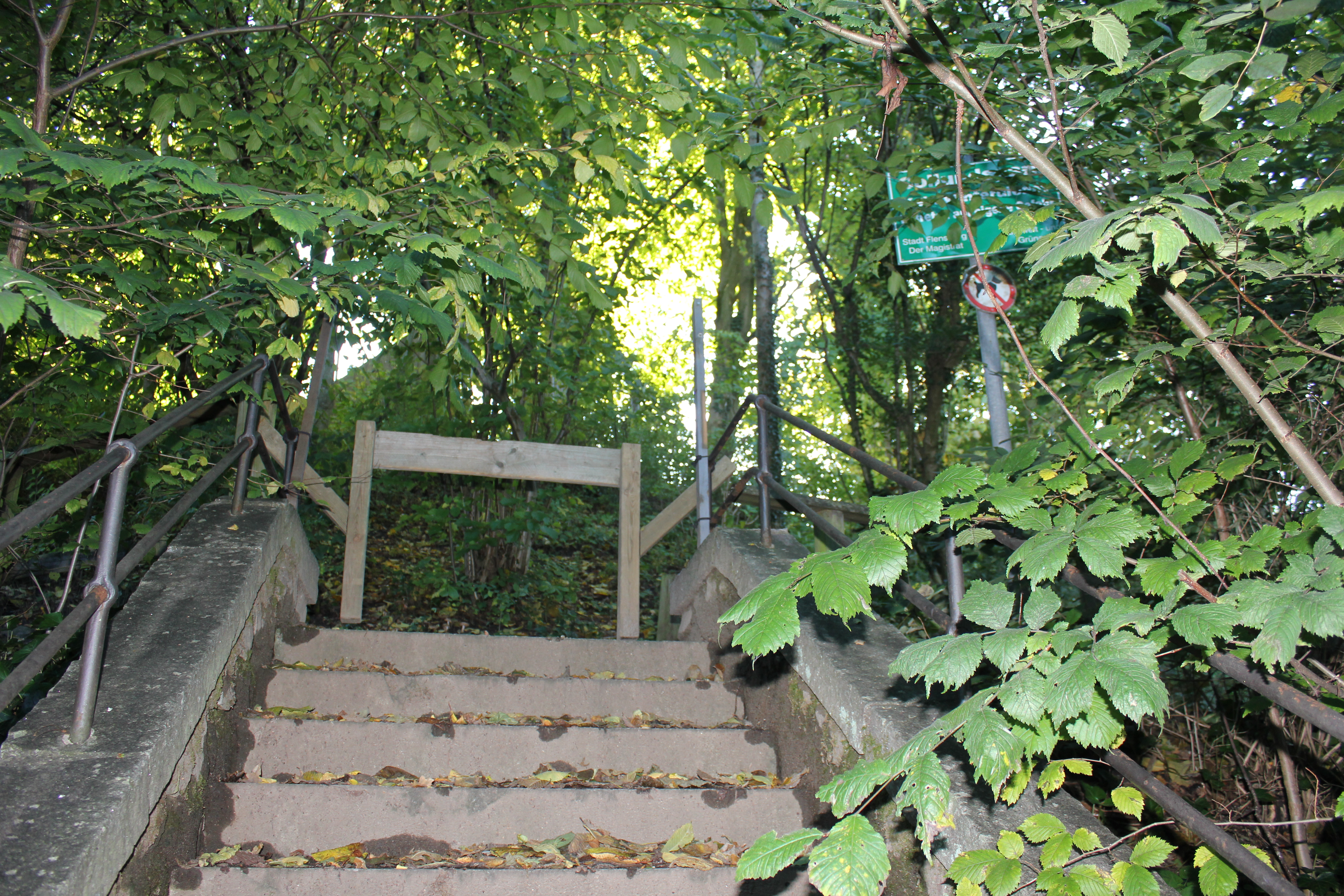
Weiterer Zugang zum Park von der Nordseite (2013)